# Nesticus gujoensis
Nesticus gujoensis är en spindelart som beskrevs av Takeo Yaginuma 1979. Nesticus gujoensis ingår i släktet Nesticus och familjen grottspindlar. Inga underarter finns listade i Catalogue of Life.